# Plaza de Villasís (Sevilla)
La plaza de Villasís es un espacio urbano ubicado en el barrio Alfalfa y distrito Casco Antiguo de la ciudad española de Sevilla, en la comunidad autónoma de Andalucía.
En los comienzos del siglo XIX pertenecía a la parroquia de San Andrés y era conocida como plaza de las Cocheras de Pineda o plaza de Villasís, porque en ella existía un patio de cocheras perteneciente a un palacio propiedad de la familia Villacís, condes de Peñaflor de Argamasilla y de Villapineda, que pertenecía a sus ascendientes desde antes del año 1500. A finales de la misma centuria el palacio fue segregado, pasando a ocupar sus instalaciones la Real Academia Sevillana de Buenas Letras y la Facultad de Medicina.
Dentro de la arquitectura de la plaza destaca el edificio que ocupa el número 1, ubicado entre las calles Cuna y Martín Villa, levantado entre 1914 y 1915 en estilo neoplateresco por Aníbal González, que constituye un notable ejemplo de la arquitectura ecléctica.